# Radosław Glonek
Radosław Glonek (Toruń, 24 de septiembre de 1983) es un deportista polaco que compitió en esgrima, especialista en la modalidad de florete.
Ganó una medalla de bronce en el Campeonato Mundial de Esgrima de 2008 y tres medallas en el Campeonato Europeo de Esgrima entre los años 2006 y 2013.

## Palmarés internacional
| Campeonato Mundial | Campeonato Mundial | Campeonato Mundial | Campeonato Mundial  |
| Año                | Lugar              | Medalla            | Prueba              |
| ------------------ | ------------------ | ------------------ | ------------------- |
| 2008               | Pekín (China)      | Medalla de bronce  | Florete por equipos |
| Campeonato Europeo |                    |                    |                     |
| Año                | Lugar              | Medalla            | Prueba              |
| 2006               | Esmirna (Turquía)  | Medalla de plata   | Florete por equipos |
| 2008               | Kiev (Ucrania)     | Medalla de oro     | Florete por equipos |
| 2013               | Zagreb (Croacia)   | Medalla de plata   | Florete por equipos |